# Centro histórico de Turín

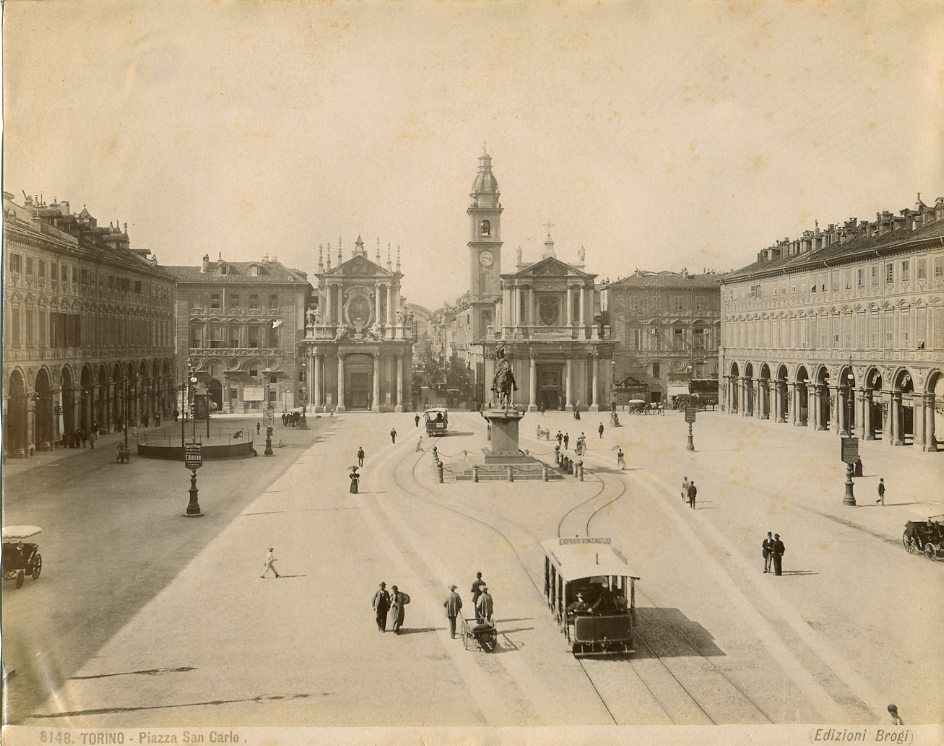
Fotografía antigua de la Piazza San Carlo.

El Centro histórico de Turín (en italiano, Centro storico di Torino o Torino Centro; en piamontés ël Sènter) es el barrio más céntrico y antiguo de la ciudad de Turín, Italia, en el que se sitúan la mayor parte de monumentos y lugares históricos de la ciudad. Desde 1985 constituye, junto con el barrio Crocetta, la I Circunscripción de Turín.
Está delimitado:
- al noreste por el Corso Regina Margherita y el Corso San Maurizio;
- al noroeste por el Corso San Martino y el Corso Bolzano;
- al suroeste por el Corso Vittorio Emanuele II;
- al sureste por el río Po.

## Historia

### ElQuadrilatero Romano
Es el perímetro de la colonia de Augusta Taurinorum, fundada por los romanos en torno al 28 a. C., que tiene 5 km² de superficie. Todavía se puede apreciar su urbanismo en la estructura viaria de gran parte de la ciudad, compuesta por calles ortogonales, perfectamente paralelas y perpendiculares. También se conservan algunos restos de la cinta original de murallas romana.
El "Quadrilatero" designa la zona situada en el interior de las primitivas murallas romanas, delimitada esencialmente por los actuales Corso Regina Margherita/lado sur de Porta Palazzo, Corso Valdocco, Via Cernaia y Piazza Castello. El eje del decumano maximo, que corresponde a la actual Via Garibaldi, se llamó posteriormente Via Dora Grossa debido a que la atravesaba por el centro un curso de agua. El decumano unía la Porta Praetoria, llamada posteriormente Porta Fibellona (cuyos restos se encuentran actualmente englobados en el Palazzo Madama de Piazza Castello, evolución del castillo que fue residencia de los señores Acaja-Savoia durante toda la Edad Media) con la Porta Decumana, situada en el cruce de la Via Garibaldi con la Via della Consolata. Perpendicular al decumano era el Cardo maximo, que unía la Porta Principalis sinixtera, que se conserva en su mayor parte (las todavía visibles "Porte Palatine"), con la Porta Principalis dextera (llamada posteriormente Porta Marmorea), situada en la actual Via Santa Teresa. El trazado de los "cardos", que seguían en el eje de la Via Porta Palatina y la Via San Tommaso, actualmente no resulta identificable claramente a causa de intervenciones de época medieval. Además, al lado de las Porte Palatine se situaba un antiguo teatro romano, ahora cubierto en parte por la manica nuova del Palacio Real y anexo al Museo de Antigüedades. Según una conjetura, la zona ocupada actualmente por la Piazza Palazzo di Città, antigua Piazza delle Erbe debido al mercado que se celebraba allí, habría sido el forum de la ciudad romana.
Además de en las ya citadas Porte Palatine y el Palazzo Madama, se conservan restos de las murallas romanas al lado de las Porte Palatine, tanto a cielo abierto como dentro de edificios posteriores, la base de una torre en la esquina de la Via della Consolata con la Via Giulio, y restos de cimientos de las murallas en las salas subterráneas del Museo Egipcio, fundado en 1824. Este último es el segundo más importante del mundo tras el de El Cairo, y se encuentra en la antigua sede de la Accademia delle Scienze, cerca de la Piazza Castello. Esta Academia fue fundada por Joseph-Louis Lagrange como centro cultural y científico a nivel europeo en los tiempos de la Ilustración.

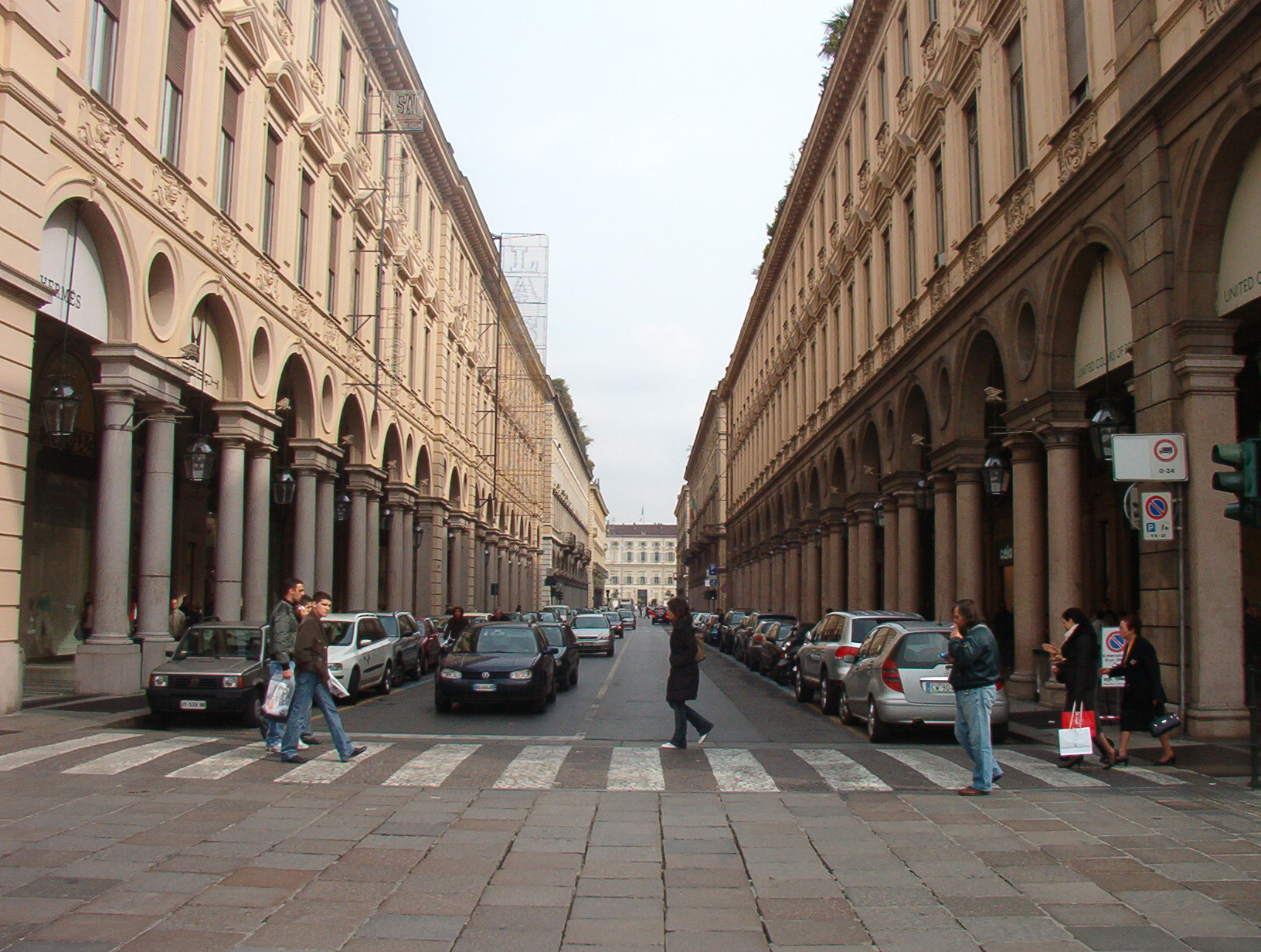
La Via Roma, la calle de tiendas más importante de la ciudad.

### Ampliaciones desde elsigloXVI
Durante toda la Edad Media, el centro de Turín permaneció confinado dentro de las antiguas murallas. Solo después de 1563, cuando los Saboya trasladaron la capital de su ducado de la ciudad francesa de Chambéry a Turín, se empezó a considerar la necesidad de importantes ampliaciones urbanísticas.
La primera intervención se realizó en 1567, con la construcción de una imponente ciudadela fortificada en la esquina oeste de la ciudad (en el cruce de las actuales Via Cernaia y Corso Siccardi), de la que actualmente solo se conserva la torre. La primera expansión hacia el sur se realizó en 1620, según el eje de la actual Via Roma, con la construcción de la llamada Contrada Nuova, Via Nuova y Porta Nuova, en la zona donde se construirá posteriormente la  estación de trenes Porta Nuova, y la edificación de una nueva cinta de murallas.
Los siglos XVI y XVII fueron la época del barroco sabaudo, con la construcción de imponentes palacios y nuevas iglesias, además de plazas señoriales, como la Piazza San Carlo. En 1663 se realizó una segunda ampliación hacia el este, a lo largo del eje de la Via Po y se construyó el cercano Palazzo Carignano. En 1714 se comenzó una tercera ampliación en dirección noroeste, en la zona llamada Porta di Susa o Segusina, con la construcción de la actual Piazza Statuto.
A patir del siglo XIX, la ciudad se expandió fuera de las murallas, ocupando todas las zonas extramuros, lo que dio vida a barrios de la entonces periferia, esencialmente: al sur el ya existente Borgo Nuovo, al oeste el Borgo Dora y Valdocco, y al noreste el Vanchiglia. Fue el arquitecto y concejal Carlo Ceppi quien por primera vez rompió la ortogonalidad de las calles del Quadrilatero Romano y todo el centro de la ciudad proyectando en 1884 la oblicua Via Pietro Micca en estilo ecléctico. A este arquitecto se encargaría posteriormente el diseño del barrio de Crocetta en estilo Liberty.

## En la actualidad

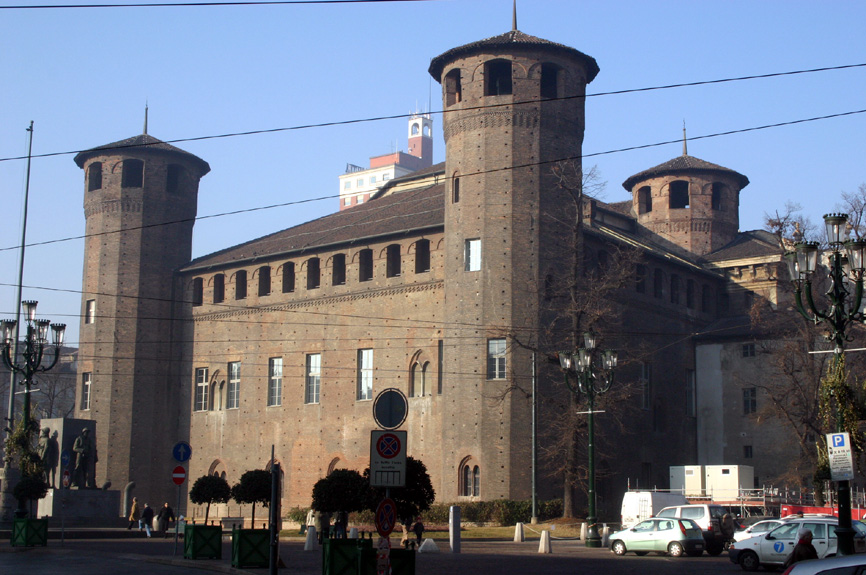
El Palazzo Madama, construido sobre los restos de la antigua puerta romana, indica tradicionalmente el centro exacto de la ciudad de Turín.

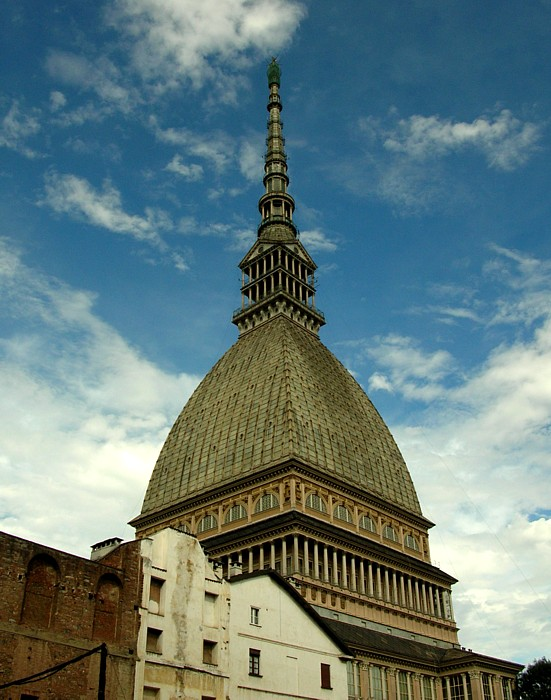
La Mole Antonelliana, uno de los símbolos de Turín.

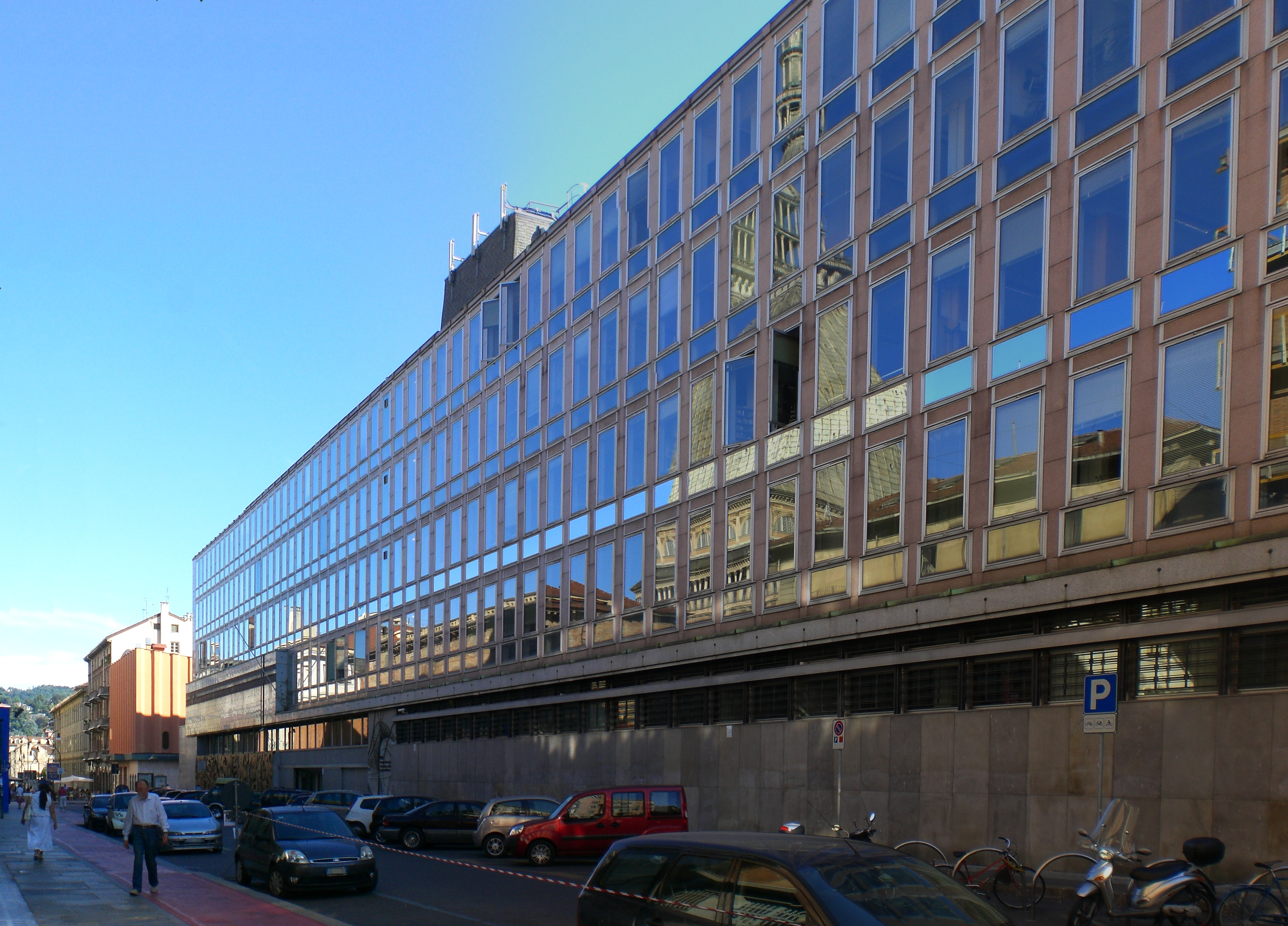
La sede de la RAI en Turín. En las ventanas se puede ver el reflejo de la Mole Antonelliana.

El concepto de un "centro de Turín" (como barrio) es relativamente reciente: hasta principios del siglo XX, el "Centro" estaba dividido en barrios o distritos, normalmente asociados a las parroquias de competencia: por ejemplo, la zona de la Via XX Settembre se llamaba la "Misericordia", la zona adyacente a la Via Accademia Albertina era la "Contrada San Filippo", …
En recuerdo de la antigua fortificación Savoia-Acaja y de la antigua residencia sabauda del Palacio Real, además de por su configuración central en el urbanismo de la ciudad, se considera a la Piazza Castello el verdadero centro de la ciudad.
La zona de la Via Po, la Via Garibaldi, la Via Roma, la Via Pietro Micca, la Piazza Castello y la Piazza San Carlo alberga tradicionalmente las tiendas más exclusivas de la ciudad.
De la misma manera, entre la Via XX Settembre y la Via Arsenale, tienen su sede histórica los institutos de crédito, como la Cassa di Risparmio di Torino y la sede de Turín de la Banca d'Italia.
En la Piazza Palazzo di Città (antigua Piazzetta delle Erbe) tiene su sede el ayuntamiento de Turín, mientras que en la Piazza Castello está la sede histórica de la Región de Piamonte, y en el Palazzo Cisterna (Via Alfieri) tiene sede la Provincia de Turín.
Es de destacar cómo la administración sabauda situó de manera orgánica los distintos ministerios de la capital: en particular, todas las sedes institucionales (el Palacio Real, el Parlamento, el Senado, la Ceca de Estado, la Banca d'Italia y los distintos ministerios) estaban distribuidas en una zona muy reducida, con el objetivo de que las comunicaciones y desplazamientos fueran lo más rápido posible.
Además, tienen un particular interés los prestigiosos teatros, todavía activos en la actualidad. El más célebre de ellos es el Regio de la Piazza Castello, ordenado construir por Víctor Amadeo II y diseñado por Juvarra en 1740. Otros teatros famosos del centro son el Carignano, el Alfieri, y el Stabile, este último construido en 1955 en lugar del preexistente Teatro Gobetti de Via Rossini.
La parte nororiental del centro está delimitada por la amplia Piazza Vittorio Veneto, al lado del río Po y del barrio de Vanchiglia. En esta zona se encuentra la Mole Antonelliana, símbolo de la ciudad, que alberga la sede del Museo Nacional del Cine.
El terreno sobre el que se eleva estaba fuera de la ciudadela del siglo XV, en la llamada contrada del cannon d'oro, que estuvo fortificada hasta la llegada de Napoleón, quien hizo demolir el bastión, lo que hizo el terreno más inestable y daría problemas a la futura construcción de la Mole. Este barrio englobaba también el Palacio Real (siglo XVII), y era contiguo a la zona de la Via Po, llamada Contrada della Posta o Contrada dell'Ippodromo, a la que estaba unido mediante las escuderías reales, construidas entre los siglo XVII y XVIII, y actualmente situadas en dos edificios denominados la Cavallerizza Reale.
Al lado de la Mole se encuentra la sede donde nació la Unione radiofonica italiana y la célebre (y todavía en funcionamiento) RAI TV de la Via Verdi.
Finalmente, mercen una mención los cafés históricos, algunos de los cuales (Mulassano, Caffè Torino, Caffè Baratti&Milano, Caffè Fiorio, Caffè Pepino e Ristorante del Cambio) han sido declarados monumentos de importancia histórica por el Ministerio de Cultura por su interés arquitectónico o decorativo y sobre todo porque no es erróneo sostener que en las mesas de estos antiguos cafés, se decidió, desde el Risorgimento, el destino de Italia.
Muchas calles céntricas de Turín han cambiado de nombre tras sucesos históricos: por ejemplo, hasta hace noventa años la actual Via Verdi se llamaba "Via della Zecca". 
Además, varias calles y plazas del centro se denominan a menudo con apodos: la Piazza Carlo Alberto es conocida como la "piazzetta", mientras que la Piazza Carlo Emanuele II es conocida como "Piazza Carlina"; la Piazza della Repubblica es más conocida con el nombre de Porta Palazzo, en piamontés Porta Pila; el Corso Regina Margherita es denominado Corso "Regina",  y la Piazza Savoia, "l'Obelisco". Dejando el centro, pero solo a unas pocas manzanas, el Borgo Dora recibe el apodo de "Balon", y hasta hace pocos años no era raro encontrar personas mayores que se refirieran al Corso Matteotti con el nombre "Corso Oporto" o a la Via Garibaldi con su antiguo topónimo "Via di Dora Grossa".
Es curiosa la historia de la Piazza Vittorio Veneto: cuando hubo que escoger una plaza para dedicarla a la Batalla de Vittorio Veneto, se escogió esta plaza ya que, al estar dedicada antiguamente a Víctor Manuel I de Saboya, se llamaba popularmente "Piazza Vittorio". Debido a que había un "Vittorio" en ambos nombres, los turineses no tuvieron que cambiar el apodo con el que llamaban a la plaza.

## Monumentos y lugares de interés
El centro histórico de Turín contiene la gran mayoría de los monumentos y lugares de interés histórico de la ciudad:
- Palacio Real (primera residencia de los Reyes de Italia)
- Palazzo Madama (Sede del Regio Senato Subalpino)
- Palazzo Carignano (Sede del Regio Parlamento Subalpino y actualmente del Museo del Risorgimento)
- Museo Egipcio
- La Catedral de Turín, dedicada a San Juan Bautista y la adyacente Capilla de la Sábana Santa
- Palazzo Birago di Borgaro
- Piazza Castello
- Piazza Carignano
- Piazza San Carlo
- Piazza Carlo Alberto
- Piazza Cavour
- Piazza Carlo Emanuele II
- Piazza Vittorio Veneto
- Porte Palatine
- Teatro Regio
- Teatro Carignano
- Via Roma (la calle comercial más importante de la ciudad)
- Via Po
- Mole Antonelliana (sede del Museo Nacional del Cine)
- Pinacoteca Real
- Archivio di Stato di Torino
- Palazzo Bellia